# Le Rat de ville et le Rat des champs
Le Rat de ville et le Rat des champs est la neuvième fable du livre I de Jean de La Fontaine situé dans le premier recueil des Fables de La Fontaine, dédié au dauphin, fils de Louis XIV, et édité pour la première fois en 1668.

## Historique
La première version de cette fable apparaît chez Ésope vers le VIIe siècle avant J.C. sous le titre « Le rat des champs et le rat de maison ». 
Quelques siècles plus tard, à Rome, Horace en fait une adaptation qu'il développe en près de 40 vers. À la différence de la fable de La Fontaine, l'histoire commence par l'arrivée chez le rat des champs (rusticus mus) de son parent le rat des villes (urbanus mus), qui se moque de la médiocrité de la vie à la campagne et l'invite à savourer chez lui les plaisirs de la ville.
Cette fable sera également reprise par Babrius qui la développe en grec.

## Texte
LE RAT DE VILLE ET LE RAT DES CHAMPS

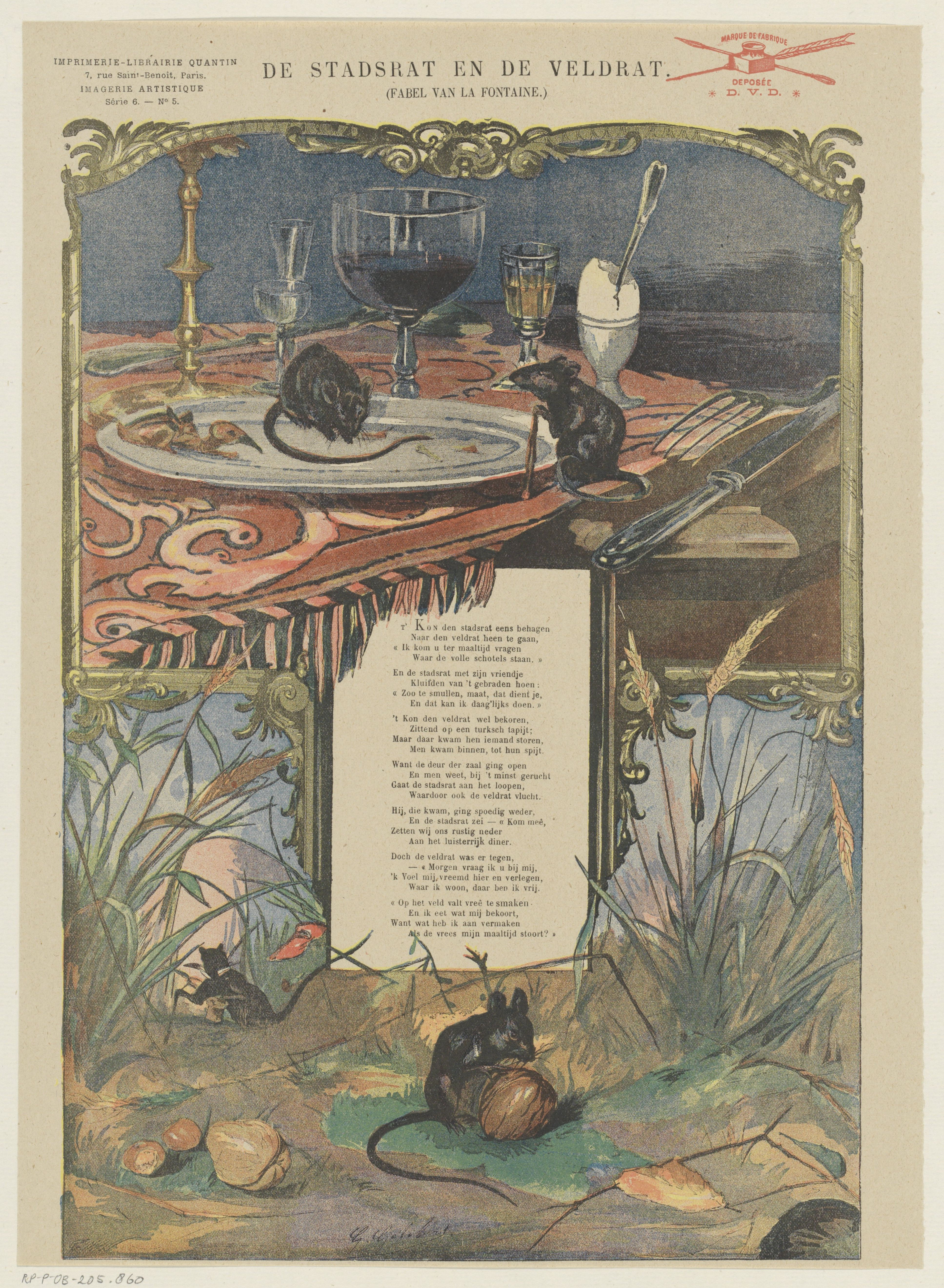
Le Rat de ville et le Rat des champs traduit en néerlandais, illustré par Gaston Gélibert (1850-1931).

[(Ésope + Babrius +) Horace]
Autrefois le rat de ville

Invita le rat des champs,

D'une façon fort civile,

À des reliefs d'ortolans.

Sur un tapis de Turquie

Le couvert se trouva mis.

Je laisse à penser la vie

Que firent ces deux amis.

Le régal fut fort honnête,

Rien ne manquait au festin ;

Mais quelqu'un troubla la fête

Pendant qu'ils étaient en train.

À la porte de la salle

Ils entendirent du bruit.

Le rat de ville détale, 

Son camarade le suit.

Le bruit cesse, on se retire :

Rats en campagne aussitôt ;

Et le citadin de dire :

« Achevons tout notre rôt.

— C'est assez, dit le rustique ;

Demain vous viendrez chez moi :

Ce n'est pas que je me pique

De tous vos festins de roi ;

Mais rien ne vient m'interrompre :

Je mange tout à loisir.

Adieu donc, fi du plaisir

Que la crainte peut corrompre ! »
— Jean de La Fontaine, Fables de La Fontaine, Le Rat de ville et le Rat des champs

## Vocabulaire
Reliefs : reste de nourriture « dont les pauvres gens s'accommodent fort bien » (dictionnaire de Furetière).
Ortolans : petits oiseaux très recherchés pour leur goût.
Honnête : honorable.
Rats en campagne : en termes militaires, mettre en campagne consiste à « faire sortir les troupes des garnisons pour les mettre en corps d'armée » (dictionnaire de Furetière).
Rôt : repas.
Piquer : « se dit des choses qui nous flattent ou qui nous choquent » (dictionnaire de Furetière).
Fi : interjection marquant le mépris. « Ce terme est bas » (dictionnaire de Furetière).

## Moralité
La fable peut être comprise comme une comparaison entre la vie tumultueuse du « monde » et la tranquille solitude, ce qui peut être pris par un gentilhomme, dans le contexte de l'époque et l'esprit des fables de La Fontaine, comme une comparaison de la vie mondaine à la Cour et la vie retirée sur ses terres de province.

## Rat ou souris
Le langage courant a confondu longtemps rats et souris. Ainsi, à l'époque de La Fontaine, cette fable pouvait décrire aussi bien les aventures d'une souris domestique et d'un campagnol ou d'un mulot que celles de rats du genre Rattus. En effet, dans l'Encyclopédie ou Dictionnaire raisonné des sciences, des arts et des métiers de Diderot et d’Alembert, qui lui est postérieur, le « rat » tout court est encore désigné par mus domesticus (ancien nom scientifique de Mus musculus, la souris commune) et que le rat des champs est nommé mus agrestis minor, un nom scientifique dont Buffon fait l'équivalent du genre Microtus.
Cette confusion peut aussi expliquer que le titre de la fable d'Ésope soit traduit en anglais par The Town Mouse and the Country Mouse (« La souris des villes et la souris des champs »).

## Mise en musique
- Benjamin Godard (1872)

## Images

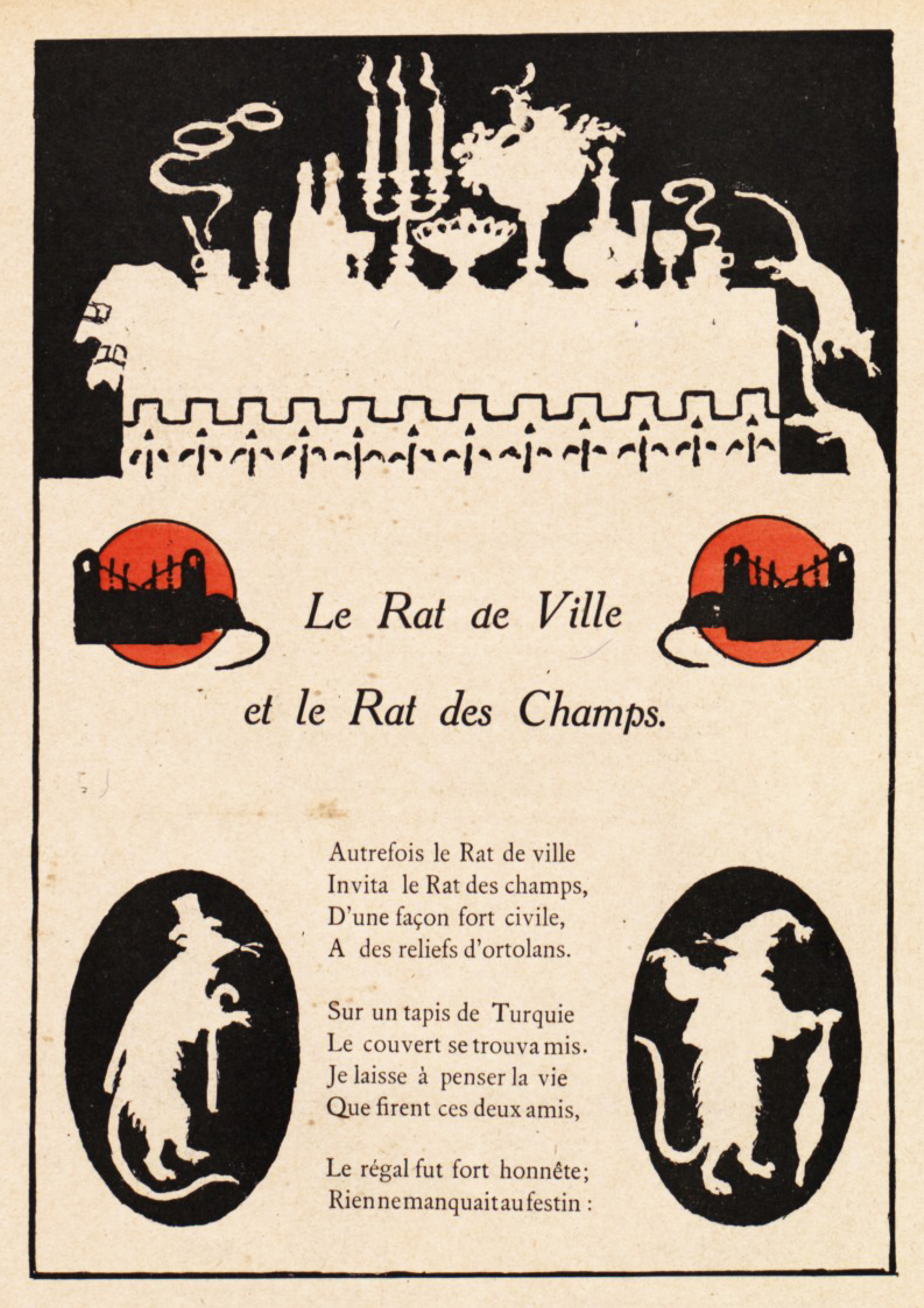
Dessin en silhouettes de Henri Avelot (1) (1932).
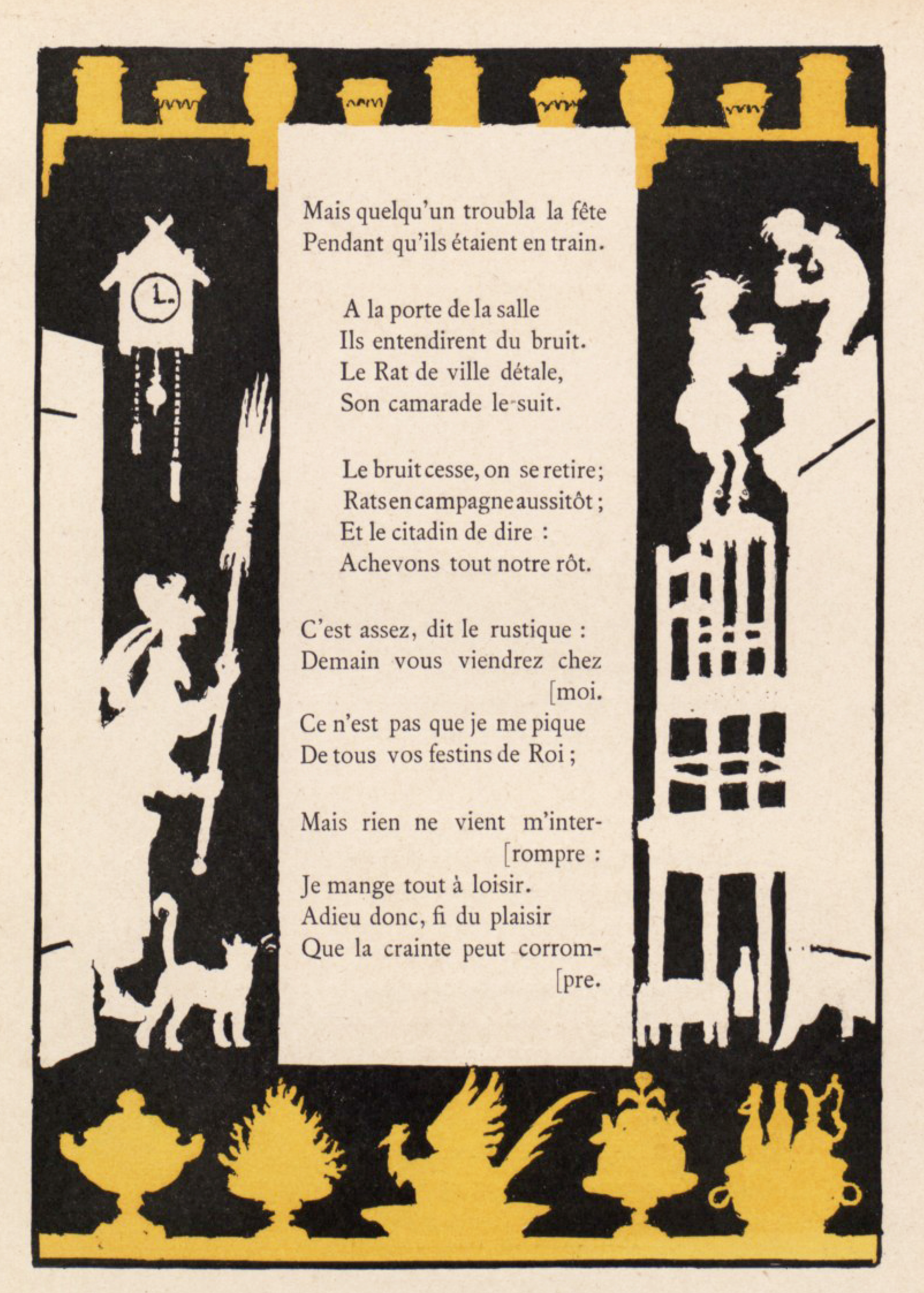
Dessin en silhouettes de Henri Avelot (2) (1932).
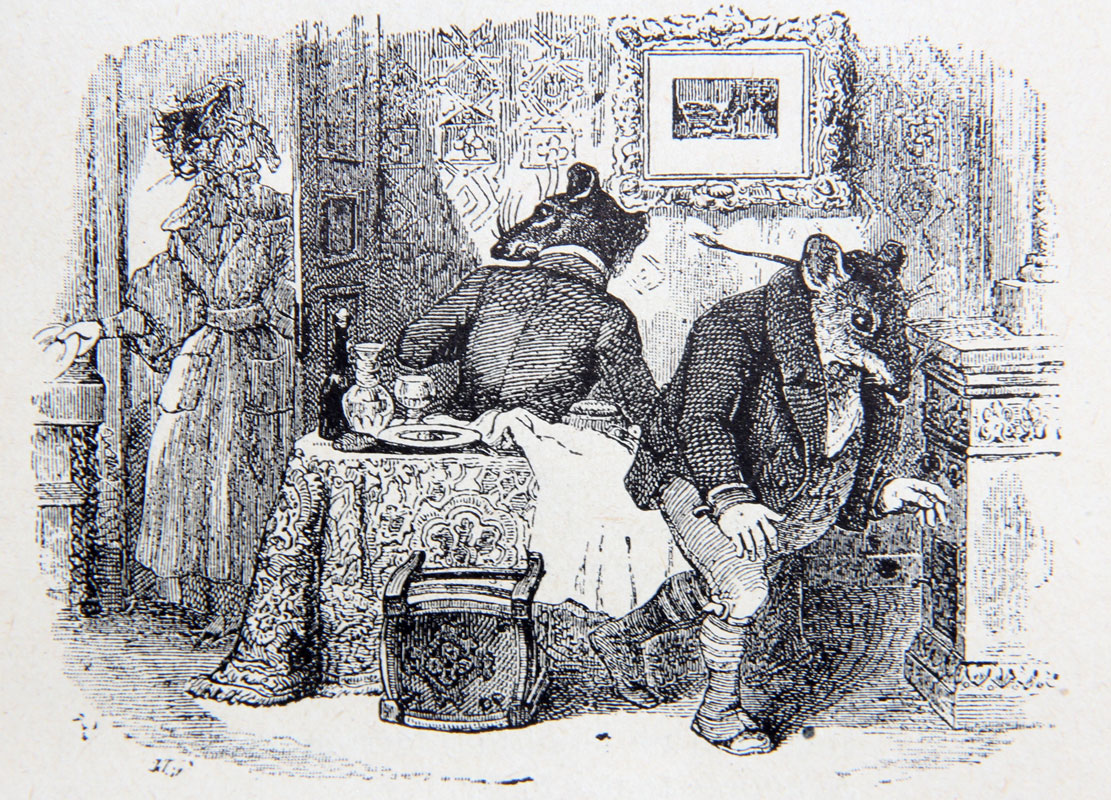
Dessin de Grandville (1838-1840).
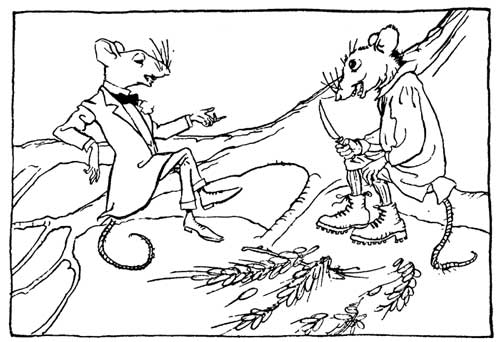
Illustration d'après la fable d'Ésope par Arthur Rackham en 1912.
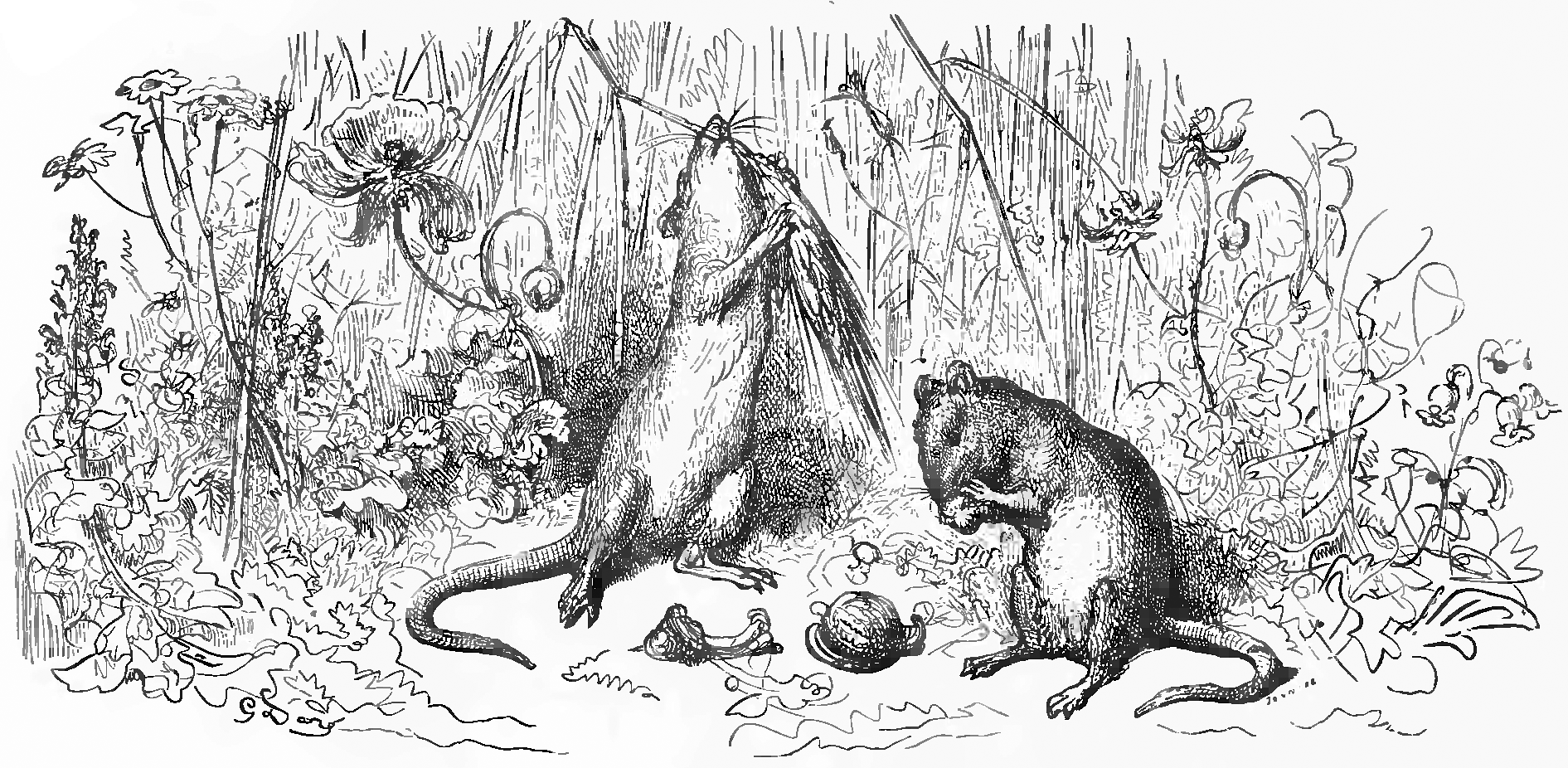
Illustration par Gustave Doré 1876.